# Забій (медицина)

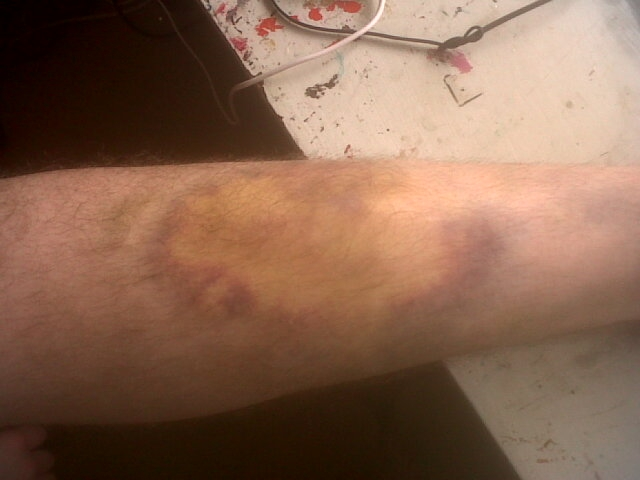
Забій

Забій, також забиття (лат. contusio) — пошкодження тканин без порушення їх цілісності. Виникає внаслідок удару тупим предметом або удару об предмет, дії повітряної хвилі (контузія). Характеризується болем, набряком, крововиливом, стійкими порушеннями функцій уражених тканин, органів.
Клінічні прояви залежать від місця ураження, сили удару, фізичних характеристик агента (форми, маси, швидкості). Найчутливішими до забоїв є підшкірна клітковина, м'язи, паренхіматозні органи. Менш — шкіра, фасції, апоневроз, сухожилля.

## Лікування
Потрібно прикласти холодний предмет: пакет льоду, тканину, змочену холодною водою тощо[джерело?].

## Забій головного мозку
Забій головного мозку (contusio cerebri) — порушення цілісності мозкової речовини на обмеженій ділянці. Постраждалого з підозрою на забій г.м. обов'язково має оглянути профільний спеціаліст, невропатолог або нейрохірург.